# Gastrolychnis saxatilis
Gastrolychnis saxatilis là loài thực vật có hoa thuộc họ Cẩm chướng. Loài này được Peshkova mô tả khoa học đầu tiên.